# Hendrik I van Nassau
Hendrik I van Nassau († Rome, augustus 1167), Duits: Heinrich I. Graf von Nassau, was de eerste persoon die zich graaf van Nassau noemde.

## Biografie

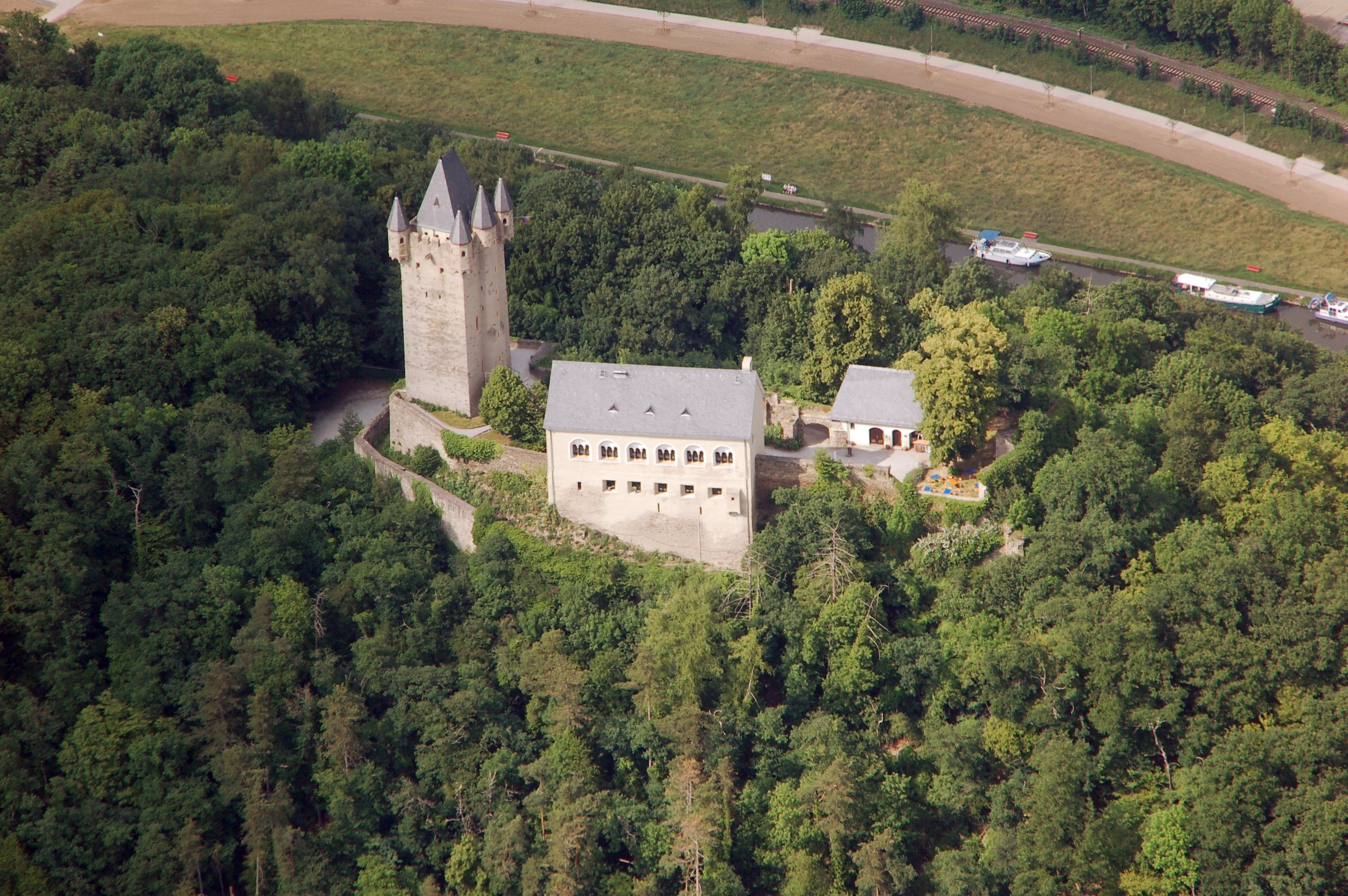
De Burcht Nassau

Hendrik was waarschijnlijk een zoon van graaf Rupert II van Laurenburg en een onbekend gebleven vrouw. Hij wordt tussen 1160 en 1167 vermeld als graaf van Nassau. Hij regeerde samen met zijn neef Rupert III. Hij was een leenman van het aartsbisdom Trier.
Hendrik was in 1161 in het legerkamp van keizer Frederik I ‘Barbarossa’. Hij was in 1167 commandant van een Keulse formatie in Italië.

Van Hendrik is geen huwelijk vermeld, waarschijnlijk is hij ook niet gehuwd geweest. Hij overleed in Rome in augustus 1167 aan de pest.

## Voorouders
| Voorouders van Hendrik I van Nassau | Voorouders van Hendrik I van Nassau                                          | Voorouders van Hendrik I van Nassau                                          | Voorouders van Hendrik I van Nassau                                                        | Voorouders van Hendrik I van Nassau                                                        | Voorouders van Hendrik I van Nassau           | Voorouders van Hendrik I van Nassau           | Voorouders van Hendrik I van Nassau           | Voorouders van Hendrik I van Nassau           |
| ----------------------------------- | ---------------------------------------------------------------------------- | ---------------------------------------------------------------------------- | ------------------------------------------------------------------------------------------ | ------------------------------------------------------------------------------------------ | --------------------------------------------- | --------------------------------------------- | --------------------------------------------- | --------------------------------------------- |
| Betovergrootouders                  | Rupert van Laurenburg (?–?) ⚭ ? (?–?)                                        | Lodewijk I van Arnstein (?–?) ⚭ ? (?–?)                                      | Hendrik I van Limburg (ca. 1060–1119) ⚭ Adelheid van Botenstein (?–na 1107)                | Gerhard I van Gelre (?–1129/31) ⚭ ? (?–?)                                                  | ? (?–?) ⚭ ? (?–?)                             | ? (?–?) ⚭ ? (?–?)                             | ? (?–?) ⚭ ? (?–?)                             | ? (?–?) ⚭ ? (?–?)                             |
| Overgrootouders                     | Dudo van Laurenburg (?–vóór 1124) ⚭ ... van Arnstein (?–?)                   | Dudo van Laurenburg (?–vóór 1124) ⚭ ... van Arnstein (?–?)                   | Walram II ‘de Heiden’ van Limburg (1080/85–1139) ⚭ 1107/10 Jutta van Gelre (ca. 1087–1151) | Walram II ‘de Heiden’ van Limburg (1080/85–1139) ⚭ 1107/10 Jutta van Gelre (ca. 1087–1151) | ? (?–?) ⚭ ? (?–?)                             | ? (?–?) ⚭ ? (?–?)                             | ? (?–?) ⚭ ? (?–?)                             | ? (?–?) ⚭ ? (?–?)                             |
| Grootouders                         | Rupert I van Laurenburg (?–1154) ⚭ vóór 1135 Beatrix van Limburg (?–na 1164) | Rupert I van Laurenburg (?–1154) ⚭ vóór 1135 Beatrix van Limburg (?–na 1164) | Rupert I van Laurenburg (?–1154) ⚭ vóór 1135 Beatrix van Limburg (?–na 1164)               | Rupert I van Laurenburg (?–1154) ⚭ vóór 1135 Beatrix van Limburg (?–na 1164)               | ? (?–?) ⚭ ? (?–?)                             | ? (?–?) ⚭ ? (?–?)                             | ? (?–?) ⚭ ? (?–?)                             | ? (?–?) ⚭ ? (?–?)                             |
| Ouders                              | Rupert II van Laurenburg ? (?–1158) ⚭ ? (?–?)                                | Rupert II van Laurenburg ? (?–1158) ⚭ ? (?–?)                                | Rupert II van Laurenburg ? (?–1158) ⚭ ? (?–?)                                              | Rupert II van Laurenburg ? (?–1158) ⚭ ? (?–?)                                              | Rupert II van Laurenburg ? (?–1158) ⚭ ? (?–?) | Rupert II van Laurenburg ? (?–1158) ⚭ ? (?–?) | Rupert II van Laurenburg ? (?–1158) ⚭ ? (?–?) | Rupert II van Laurenburg ? (?–1158) ⚭ ? (?–?) |